# Paulo Mendes da Rocha
Paulo Archidas Mendes da Rocha (ur. 25 października 1928 w Vitórii, zm. 23 maja 2021 w São Paulo) – brazylijski architekt, laureat Nagrody Miesa van der Rohe w 2000 i Nagrody Pritzkera w 2006.

## Życiorys
Studiował na Uniwersytecie Mackenzie w São Paulo. Tam też powstała większość zaprojektowanych przez niego budynków, a on sam stał się wpływowym członkiem awangardy w tym mieście. Duży wpływ na niego wywarli Oscar Niemeyer i João Vilanova Artigas.

## Dzieła
- Clube Atletico Paulistano w São Paulo (1958) – skulpturalna konstrukcja żelbetowa
- Projekt konkursowy Centre Georges Pompidou w Paryżu (1970) – niezrealizowany
- Poupatempo (1998) – urząd miejski, trzystumetrowej długości hala z wydziałem spraw obywatelskich, urzędem skarbowym, pocztą i komisariatem policji

## Odznaczenia i nagrody
- Krzyż Wielki Orderu Zasługi dla Kultury (2013, Brazylia)[2]
- Nagroda Pritzkera (2006)
- Złoty Medal Międzynarodowej Unii Architektów (2021)[3]